# Morcenx
Morcenx [mɔʁsɛ̃ks] (gaskognisch Morcens) ist eine Ortschaft und eine ehemalige französische Gemeinde mit zuletzt 4.397 Einwohnern (Stand: 2016) im Département Landes in der Region Nouvelle-Aquitaine. Morcenx gehörte zum Arrondissement Mont-de-Marsan und zum Kanton Pays Morcenais Tarusate. Die Einwohner werden Morcenais(es) genannt.
Der Erlass vom 16. November 2018 legte mit Wirkung zum 1. Januar 2019 die Eingliederung von Morcenx zusammen mit den früheren Gemeinden Arjuzanx, Garrosse und Sindères zur Commune nouvelle Morcenx-la-Nouvelle fest. Morcenx wurde hierbei im Gegensatz zu den anderen ehemaligen Gemeinden keine Commune déléguée. Der Verwaltungssitz befindet sich in Morcenx.

## Geographie
Morcenx liegt ca. 37 km nordwestlich von Mont-de-Marsan in der historischen Provinz Gascogne. Der Ort liegt im Forêt des Landes (Grande-Landes) am Fluss Bès, einem rechten Zufluss der Midouze.
Umgeben wird Morcenx von den fünf Nachbargemeinden und drei delegierten Gemeinden:
|                                | Solférino                                   | Sabres Arengosse               |
| Sindères (Morcenx-la-Nouvelle) | Kompassrose, die auf Nachbargemeinden zeigt | Arjuzanx (Morcenx-la-Nouvelle) |
| Garrosse (Morcenx-la-Nouvelle) | Rion-des-Landes                             | Villenave                      |

## Geschichte
Der Name Morcenx ist von dem lateinischen Mauritius entlehnt. Die Kirche von Morcenx wurde bereits im 12. Jahrhundert im Liber rubeus erwähnt. 1467 erwarb der Johanniterorden weite Landstriche und richtete hier eine Kommandantur ein.

## Bevölkerungsentwicklung
Die Einwohnerzahl stieg seit Beginn der Aufzeichnungen bis zu den 1970er Jahren auf einen Höchststand von 5.690. In der Folge setzte insgesamt ein Abwärtstrend bis zur Fusion zur Commune nouvelle ein.
| Jahr      | 1962  | 1968  | 1975  | 1982  | 1990  | 1999  | 2006  | 2011  | 2016  |
| --------- | ----- | ----- | ----- | ----- | ----- | ----- | ----- | ----- | ----- |
| Einwohner | 4.166 | 5.305 | 5.690 | 5.406 | 4.332 | 4.483 | 4.573 | 4.562 | 4.397 |

## Sehenswürdigkeiten
- Kirche Saint-Pierre

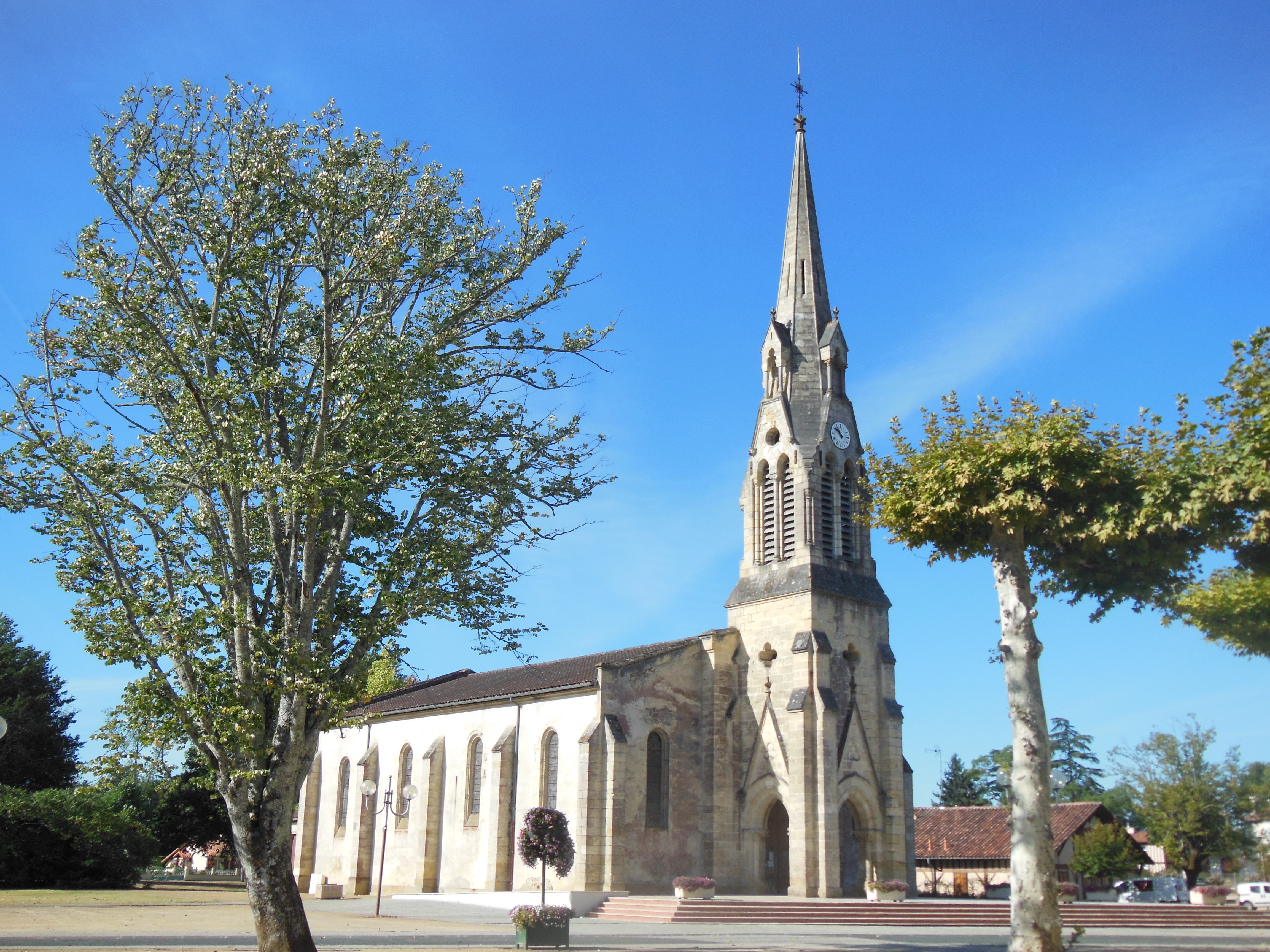
Kirche Saint-Pierre

- Kirche Saint-Vincent-de-Paul in Morcenx-Gare
- Schloss Agès
- Schloss Moré
- Die Stierkampfarena von Morcenx aus dem Jahre 1930
- Strand am Lac d’Arjuzanx